# Прапор Гур'ївки
Пра́пор Гу́р'ївки затверджений 27 березня 2009 року рішенням N12 XXI сесії Гур'ївської сільської ради.

## Опис
Прямокутне полотнище із співвідношенням ширини до довжини 2:3, розділене на горизонтальні смуги — малинову, білу і синю (у співвідношенні 1:1:8), у центрі синього поля герб Гур'ївки без картуша і корони, з жовтою облямівкою.

## Значення символів
Білий колір на прапорі означає Покрову Богородиці.